# جک ۲ (بازی ویدئویی)
جک ۲ (به انگلیسی: Jak II) یک بازی ویدئویی جهان باز به سبک سکوبازی و اکشن-ماجراجویی است که توسط شرکت ناتی داگ توسعه یافته و به‌وسیلهٔ سونی کامپیوتر انترتینمنت در اکتبر ۲۰۰۳ به‌طور انحصاری برای کنسول پلی‌استیشن ۲ منتشر شده‌است. این بازی دومین قسمت از مجموعه بازی‌های جک و داکستر محسوب می‌شود و دنبالهٔ نسخه اول با عنوان جک و داکستر: میراث پیشروان (۲۰۰۱) است. جک ۲ در طی مدت زمان ۲۴ ماه و با بودجه ۱۵ میلیون دلار ساخته شده بود.